# 1912 a vasúti közlekedésben
Ez a szócikk a 1912-ben történt vasúti eseményeket mutatja be.

## Események Magyarországon
- Június 22. - Beöthy László kereskedelmi miniszter parlamenti beszédében tájékoztatást ad a dalmát államvasút megépítése körüli pénzügyi nehézségekről.
- Megszületik „Az Ogulintól Knin irányában létesitendő államvasuti vonal megépitéséről szóló 1912. évi XLVIII. törvénycikk”, amely alapján döntöttek arról, hogy az Ogulintól az akkori dalmát határig, Kninig 206 kilométer hosszú, másodrendű fővonalat építenek hat és fél év alatt, 97,500.000 korona költséggel.[1]